# Selbergstjärnen, Norrbotten
Selbergstjärnen är en sjö i Piteå kommun i Norrbotten och ingår i Lillpiteälvens huvudavrinningsområde.